# ارل موترتیس
ارل موترتیس (انگلیسی: Earl Muetterties؛ زاده ۲۳ ژوئن ۱۹۲۷ درگذشته ۱۲ ژانویهٔ ۱۹۸۴) یک دانشمند در زمینه شیمی معدنی اهل ایالات متحده آمریکا بود.